# Leo Jaime
Leonardo "Leo" Jaime (Goiânia, 23 de abril de 1960) é um ator, cantor, compositor, escritor e jornalista brasileiro.

## Carreira
Nascido em Goiânia, logo mudou-se com a família para São Paulo, onde começou os seus estudos na música e no teatro ainda na infância. Morou em Brasília, onde fez parte de uma montagem de Os Saltimbancos, de Chico Buarque e – depois – no Rio de Janeiro, trabalhando em algumas companhias de teatro. No Rio, conheceu Arnaldo Baptista e com ele compôs suas primeiras canções, em 1978.
Em 1981, indicou Cazuza à então nascente banda Barão Vermelho, recusando o posto de vocalista. No mesmo ano, participou da formação original do grupo carioca de rockabilly João Penca e Seus Miquinhos Amestrados, participou de sua primeira gravação em disco, o LP Cantando no Banheiro, de Eduardo Dusek. Saiu do grupo para seguir carreira solo em 1983.
No ano seguinte, lançou o seu primeiro disco, chamado Phodas “C”.
Leo Jaime fez muito sucesso na década de 1980, quando emplacou vários hits nas rádios do Brasil, além de fazer trilhas sonoras para filmes e novelas. Seus principais discos solo são Phodas "C", de 1983 e Sessão da Tarde, lançado em 1985 (que vendeu mais de 160 mil cópias). Lançou Todo Amor em 1995, uma obra de intérprete e Ïnterlúdio, em 2008, com canções inéditas.
Como ator, Leo Jaime atuou na telenovela Bebê a Bordo, de 1988, como Zezinho, nos filmes O Escorpião Escarlate, Rádio Pirata, Rock Estrela e  As Sete Vampiras e também no teatro, como no musical Vitor ou Vitória, em São Paulo, ao lado de Marília Pêra e no musical Era no Tempo do Rei, baseado na obra de Ruy Castro, interpretando Dom João VI.
Como dublador, interpretou o personagem "Raiva", na animação da Disney "Divertida Mente" (Inside-Out - 2015).Reprisou seu papel no Divertida Mente 2(Inside-Out 2-2024).
Também escreve para televisão, jornais e revistas. É cronista, foi autor/redator de textos para programas da televisão como Domingão do Faustão e Megatom, na Globo, e comentarista de futebol no SBT. Suas crônicas foram publicadas nos jornais O Globo e O Dia e nas revistas Desfile e Capricho.
Seu último papel na TV foi na telenovela Novo Mundo, mais uma vez interpretando o rei Dom João VI.
Em 2018, fez uma turnê com seu ex-parceiro de composições Leoni, na turnê "Leoni e Leonardo", além de lançaram o single "Formula do Amor II", uma espécie de continuação para a clássica, Formula de Amor, lançada no Sessão da Tarde.
Participou do programa Papo de Segunda, no canal GNT. Apresenta às segundas-feiras o programa Papo de Almoço, transmitido pela Rádio Globo.
Eventualmente colabora com o podcast Podcrastinadores, do seu ex-companheiro de trabalho Fernando Caruso.
Em fevereiro de 2021, junto com a banda de rockabilly Old Chevy, lança a canção "É Verdade esse ‘bilete", com letra de Bruno Gouveia do Biquini Cavadão.

## Discografia
- 1983 - Phodas "C" (Nome censurado)
- 1985 - Sessão da Tarde
- 1986 - Vida Difícil
- 1988 - Direto do Meu Coração pro Seu
- 1989 - Avenida das Desilusões
- 1990 - Sexo, Drops e Rock´n roll
- 1995 - Todo Amor
- 2008 - Interlúdio

### Caixas especiais
- 2015 - Nada Mudou

### Créditos em outros projetos
- 1985 - Rock Estrela (trilha sonora)

## Filmografia
- 1985 - Rock Estrela.... Tavinho
- 1986 - As Sete Vampiras.... Bob Rider
- 1987 - Rádio Pirata
- 1988 - Oliver e sua Turma.... Esperto (canções)
- 1990 - O Escorpião Escarlate.... Jarbas
- 2015 - Divertida Mente.... Raiva (Voz)
- 2024 - Divertida Mente 2.... Raiva (voz)

### Teatro
- 1994 - Rock Horror Show
- 2001 - Vitor ou Vitória
- 2003 - Terceiras Intenções
- 2008 - Os Cafajestes
- 2010 - Era No Tempo Do Rei

### Televisão
| Ano  | Título                        | Personagem                                    |
| ---- | ----------------------------- | --------------------------------------------- |
| 1988 | Bebê a Bordo                  | José (Zezinho)                                |
| 2004 | Meu Cunhado                   | Natal Epsódio: Eu se mato                     |
| 2006 | O Profeta                     | Caruso                                        |
| 2008 | Toma Lá, Dá Cá                | Anjo Tavares                                  |
| 2009 | Caras & Bocas                 | apresentador do concurso Miss Cinderela Mirim |
| 2009 | Amor & Sexo (2009/2011)       | cantor da banda do programa                   |
| 2011 | Saia Justa                    | co-participante                               |
| 2011 | Os Caras de Pau               | convidado especial                            |
| 2012 | Malhação: Intensa como a Vida | Fernando Rocha (Nando)                        |
| 2014 | Malhação Sonhos               | Fernando Rocha (Nando)                        |
| 2014 | Por Isso Eu Sou Vingativa     | Godofredo Burgoni                             |
| 2016 | Papo de Segunda               | Ele mesmo                                     |
| 2017 | Novo Mundo                    | João VI de Portugal                           |
| 2018 | Dança dos Famosos             | Participante (Vencedor)                       |
| 2019 | Bom Sucesso                   | Ele mesmo                                     |

### Livros
2014 - Cabeça de Homem